# 约瑟夫·康拉德广场
37°48′24″N 122°25′9″W / 37.80667°N 122.41917°W

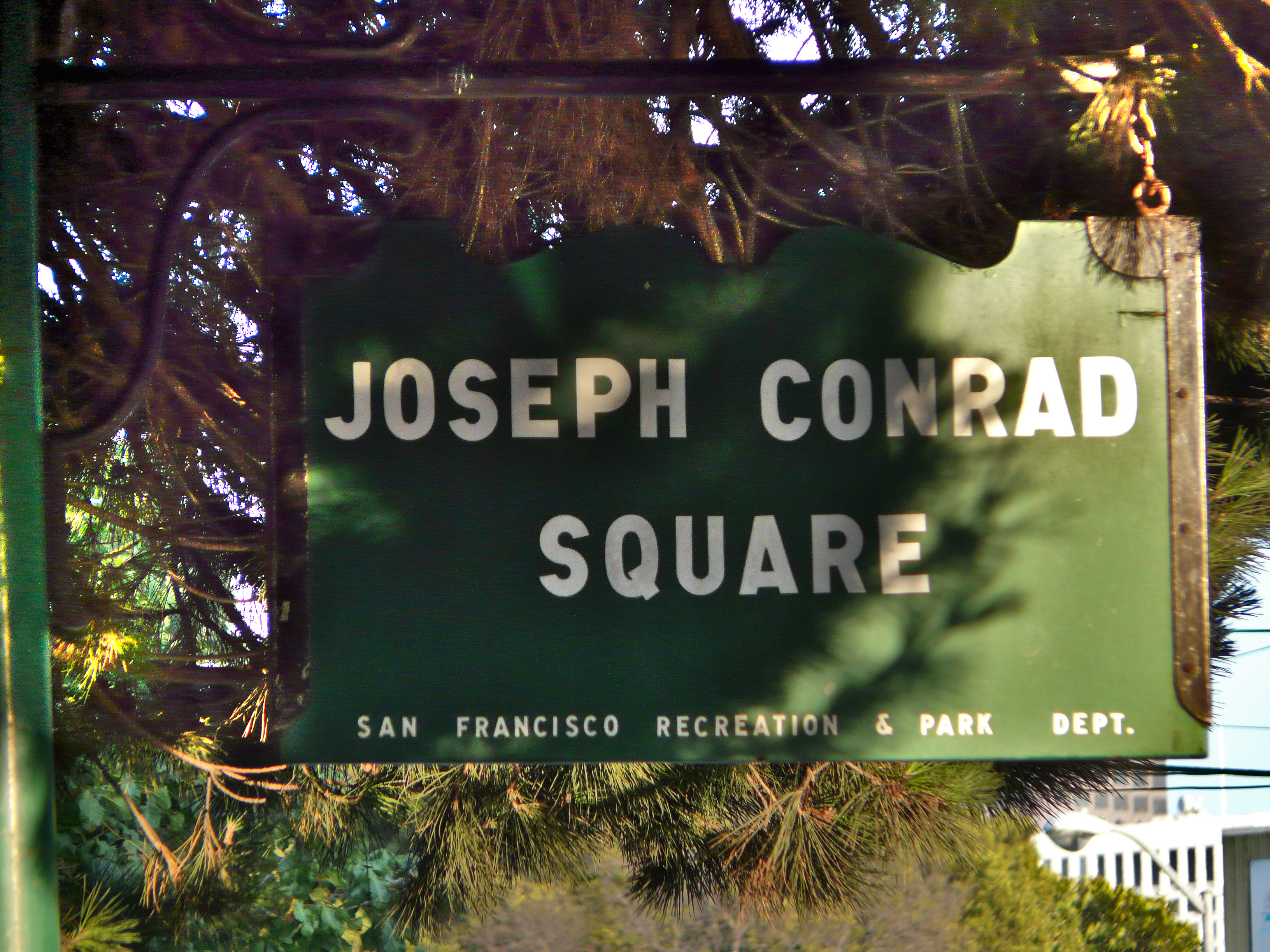

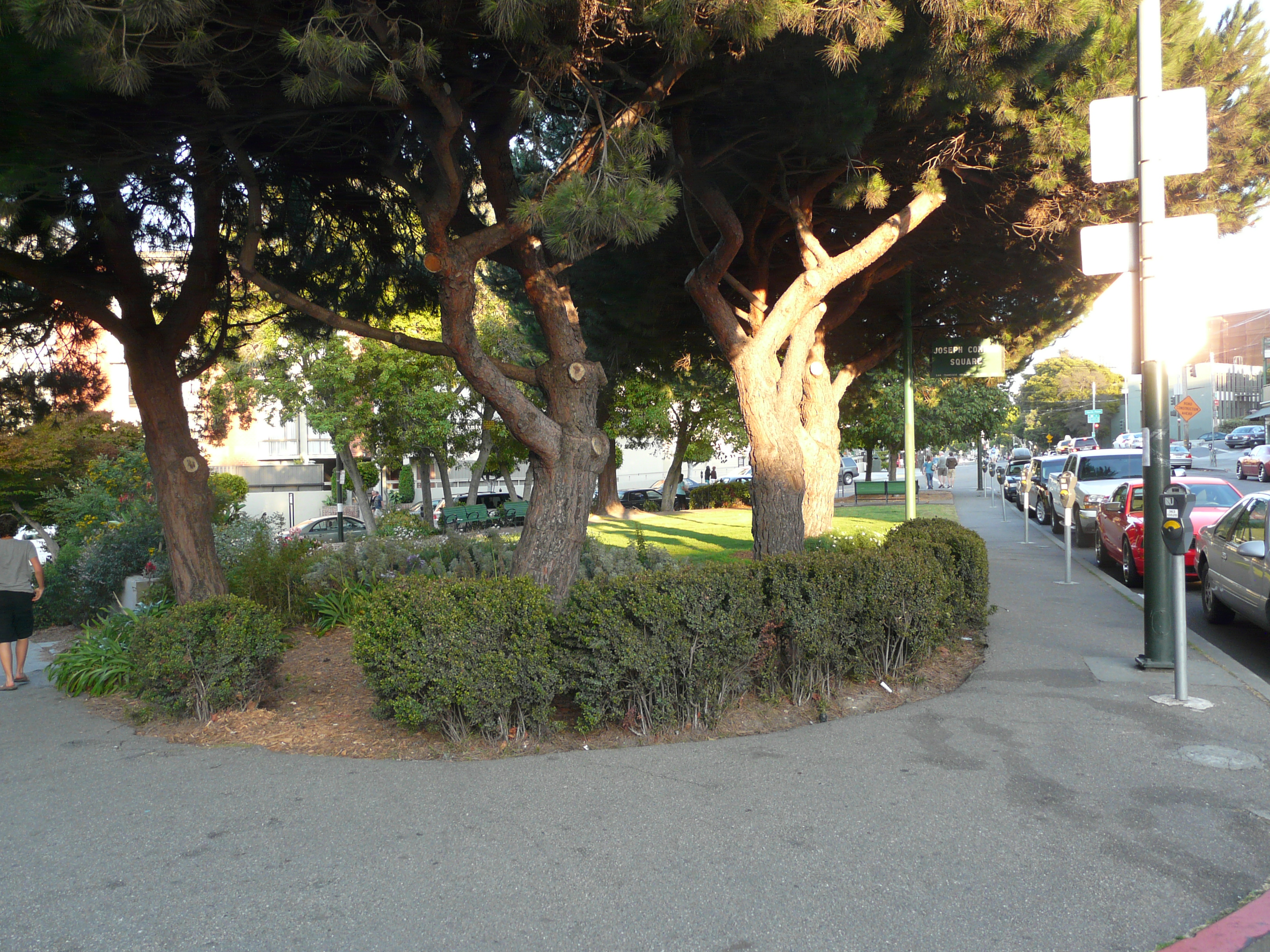
约瑟夫·康拉德广场

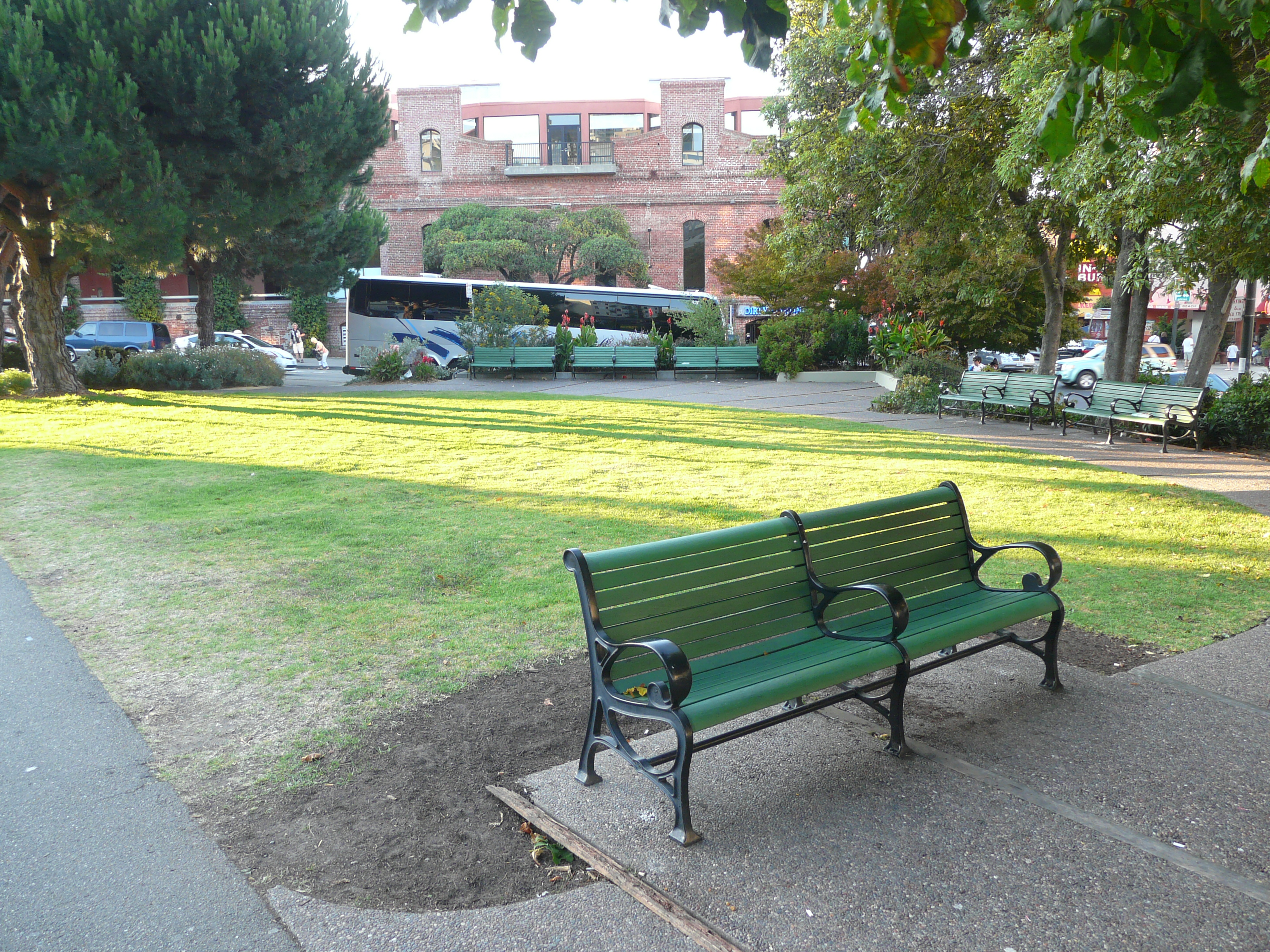
约瑟夫·康拉德广场

约瑟夫·康拉德广场（Joseph Conrad Square）是美国加州旧金山的一个三角形小广场，位于旧金山渔人码头（Fisherman's Wharf）附近，哥伦布大道（Columbus Avenue）和海滩街（Beach Street）。 

## 历史
公园于1971年落成，由当时的市长约瑟夫·阿利奥托（Joseph Alioto）开辟，得名于波兰裔英国水手和小说家约瑟夫·康拉德。该项目由波兰艺术和文化基金会主席万达·托姆齐科夫斯卡（Wanda Tomczykowska）发起。  
雅各布·爱泼斯坦（Jacob Epstein）在1924年雕刻的康拉德青铜半身像仍放置在旧金山海事博物馆内，但是将一尊康拉德像的复制品放置在此。因为担心如果放置在公园内，可能会遭到破坏。